# Цурума (станция)
Станция Цурума (яп. 鶴間駅 цурума эки) — железнодорожная станция на линии Эносима, расположенная в городе Ямато, префектуры Канагава. Станция расположена в 37,4 километра от конечной станции линий Одакю — Синдзюку. Станция была открыта 1-го апреля 1929 года. Строительство нынешнего здания станции было завершено 18-го октября 1980 года.

## Планировка станции
2 пути и две платформы бокового типа.
| 1 | ■ Линия Эносима | Фудзисава,Катасэ-Эносима |
| 2 | ■ Линия Эносима | Сагами-Оно,Синдзюку      |

## Близлежащие станции
| «             |               | Линия            |               | »             |
| Линия Эносима | Линия Эносима | Линия Эносима    | Линия Эносима | Линия Эносима |
| ------------- | ------------- | ---------------- | ------------- | ------------- |
| Минами-Ринкан |               | Local (各駅停車) |               | Ямато         |